# Sofía González Racero
Sofía González Racero (Málaga, 27 de julio de 2001) es una jugadora de vóley playa española. A lo largo de su trayectoria ha sido capaz de conseguir ganar una vez el Campeonato de España en 2024. Además, se ha proclamado campeona en dos ocasiones de una prueba del VW Beach Pro Tour. La primera fue en el Futures de Madrid en 2022 y la segunda en el Futures de Montpellier en 2025.

## Carrera
Desde 2024 anunció que iba a jugar con Belén Carro como pareja con la que debutó en el Futures de Madrid en el que alcanzaron los cuartos de final. Un campeonato que les sirvió de preparación para tratar de llegar con buen ritmo al Europeo en el que cayeron en fase de grupos. Ya en el Futures de Castellón que se empezó a disputar ese mismo año, se quedaron a la puerta de las semifinales cayendo en cuartos de final frente a las francesas Elsa Descamps y Novelas Sobezalz, a la postre subcampeonas de aquel campeonato.
Con el fin de la temporada 2025, la malagueña disputó muchos torneos con diferentes parejas por una apuesta de la Real Federación Española de Voleibol con el objetivo de foguear a los jóvenes talentos entre sí. Fruto de esa 'táctica', surgió probablemente una de las mejores temporadas de Sofía González en la playa. Iniciando con el título de la Copa de la Reina junto a Marta Carro en la arena de Marbella. Algo que terminó complementando con el bronce en el Futures de Cracovia, pero, sobre todo, con el título en el Futures de Montpellier en el mes de julio, ambos resultados junto a Sofía Izuzquiza.

## Beach Pro Tour
| Leyenda           |
| BPT Finals (0)    |
| BPT Elite 16 (0)  |
| BPT Challenge (0) |
| BPT Futures (2)   |

| N.º | Fecha              | Torneo      | Pareja          | Oponentes en la final              | Resultado                |
| --- | ------------------ | ----------- | --------------- | ---------------------------------- | ------------------------ |
| 1.  | 22 de mayo de 2022 | Madrid      | Paula Soria     | Marta Menegatti Valentina Gottardi | 2-0 (21-19, 21-14)       |
| 2.  | 6 de julio de 2025 | Montpellier | Sofía Izuzquiza | Elsa Descamps Anouk Dupin          | 2-1 (21-17, 14-21, 15-9) |

## Categorías inferiores

### Campeonato del Mundo Sub-21
| Año  | Campeonato  | Pareja          | Oponentes en la final            | Resultado                 |
| 2021 | Phuket 2021 | Daniela Álvarez | Anhelina Khmil Tetiana Lazarenko | 1-2 (17-21, 21-18, 15-17) |